# Mareanivka, raionul Ternopil, regiunea Ternopil
Mareanivka (în ucraineană Мар'янівка) este o comună în raionul Ternopil, regiunea Ternopil, Ucraina, formată numai din satul de reședință.

## Demografie
Componența lingvistică a comunei Mareanivka
     Ucraineană (100%)
Conform recensământului din 2001, toată populația comunei Mareanivka era vorbitoare de ucraineană (100%).